# بريت براكيت
بريت براكيت (بالإنجليزية: Brett Brackett)‏ هو لاعب كرة قدم أمريكية أمريكي، ولد في 13 ديسمبر 1987 في نيو برونزويك في الولايات المتحدة.

## وصلات خارجية
- بريت براكيت على موقع مرجع كرة القدم المحترفة.كوم (الإنجليزية)